# Parastrangalis sculptilis
Parastrangalis sculptilis là một loài bọ cánh cứng trong họ Cerambycidae.